# Maître de San Francesco

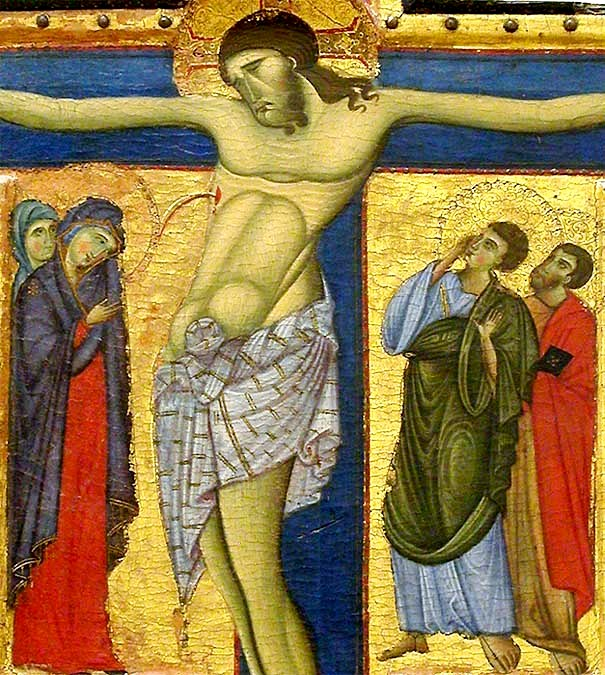
Crucifix du Louvre (détail)

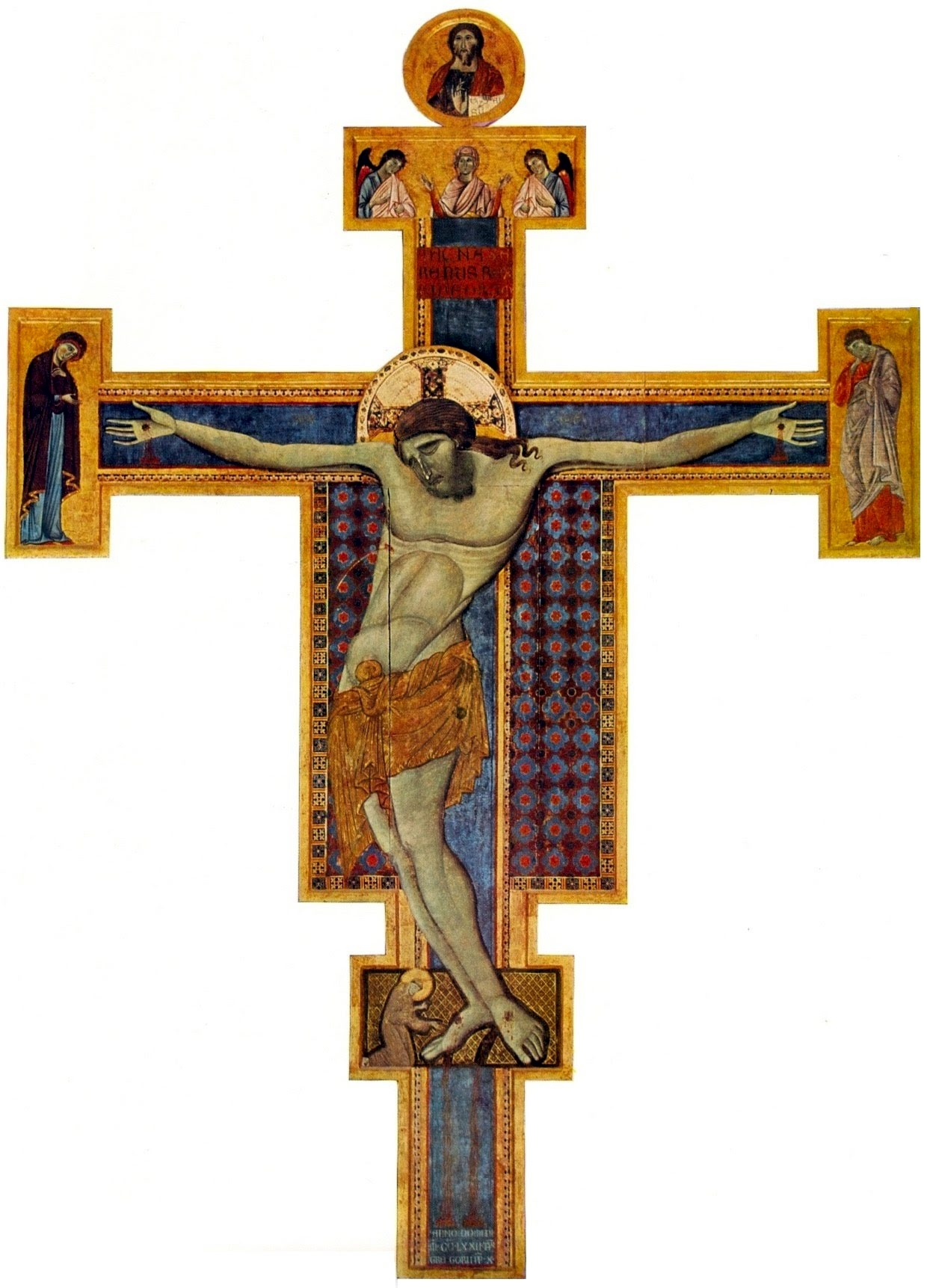
Crucifix de Pérouse, 1272.

Le Maître de San Francesco est le nom de convention d'un peintre italien de la fin du XIIIe siècle, un maître anonyme, dont les œuvres datent de la période 1260–1280, nommé ainsi par l'historien de l'art Henry Thode d'après un panneau des Anges de la basilique Sainte-Marie-des-Anges d'Assise, en Ombrie.
C'est un peintre de fresques, de tableaux, de crucifix (peut-être de vitraux) qui a œuvré dans la région de Pérouse.

## Œuvres attribuées
Le nom attribué au peintre se fonde sur un panneau représentant saint François d'Assise dans la basilique Sainte-Marie-des-Anges d'Assise.
Plusieurs œuvres lui sont attribuées  par leur caractère homogène et leur style caractéristique ; elles concernent la dernière phase de la décoration de  l'église inférieure de la basilique Saint-François d'Assise (scènes de la Passion du Christ sur le mur de  droite et scènes de la Vie de saint François, sur le mur de gauche) : 
- Le Christ sur la Croix,
- Déposition du Christ,
- Lamentation sur le Christ mort,
- Saint François prêchant aux oiseaux,
- On lui attribue également quatre crucifix peints à tabelloni significatifs du Christus dolens :
  - un premier à Arezzo,
  - un deuxième conservé au musée du Louvre,
  - un troisième, qui se trouve à la galerie nationale de l'Ombrie à Pérouse,
  - le dernier est à la National Gallery de Londres.
- Saint Paul trônant, anges, saints et Annonciation, v. 1360, Collection Vittorio Cini, Venise[2].

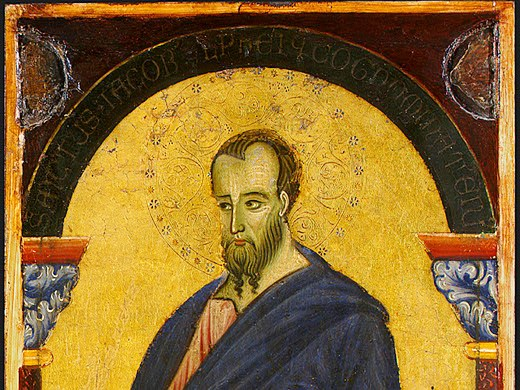
Saint Jacques le Mineur, extrait d'un panneau de polyptyque, Washington.
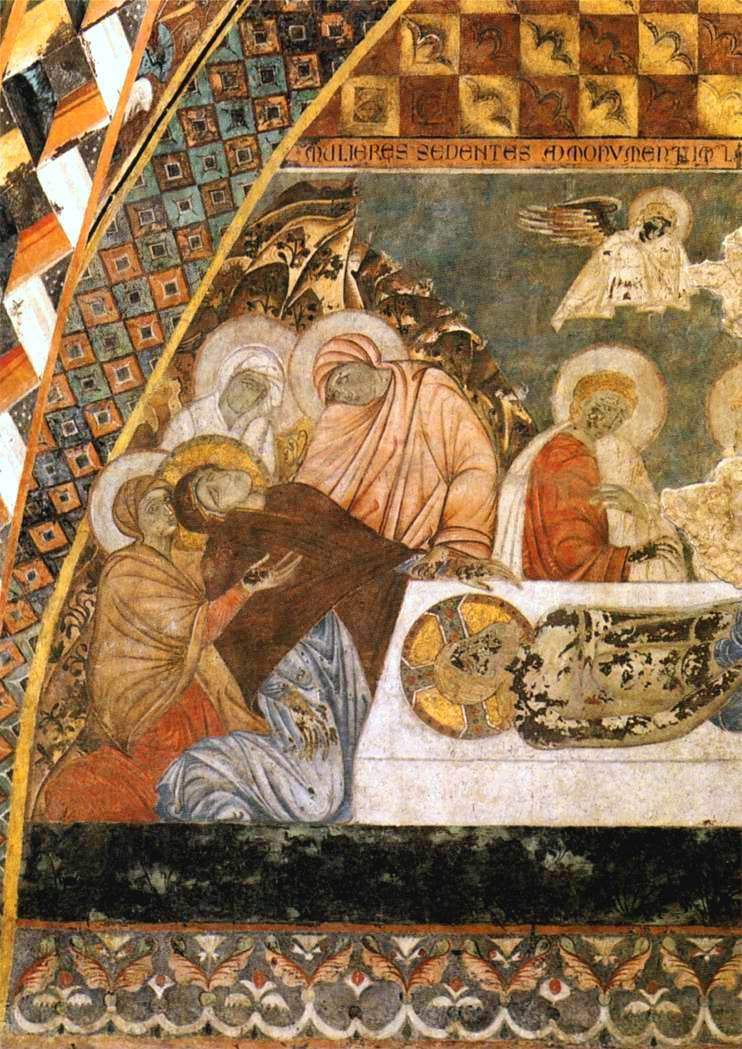
Lamentation sur le Christ mort, Assise.
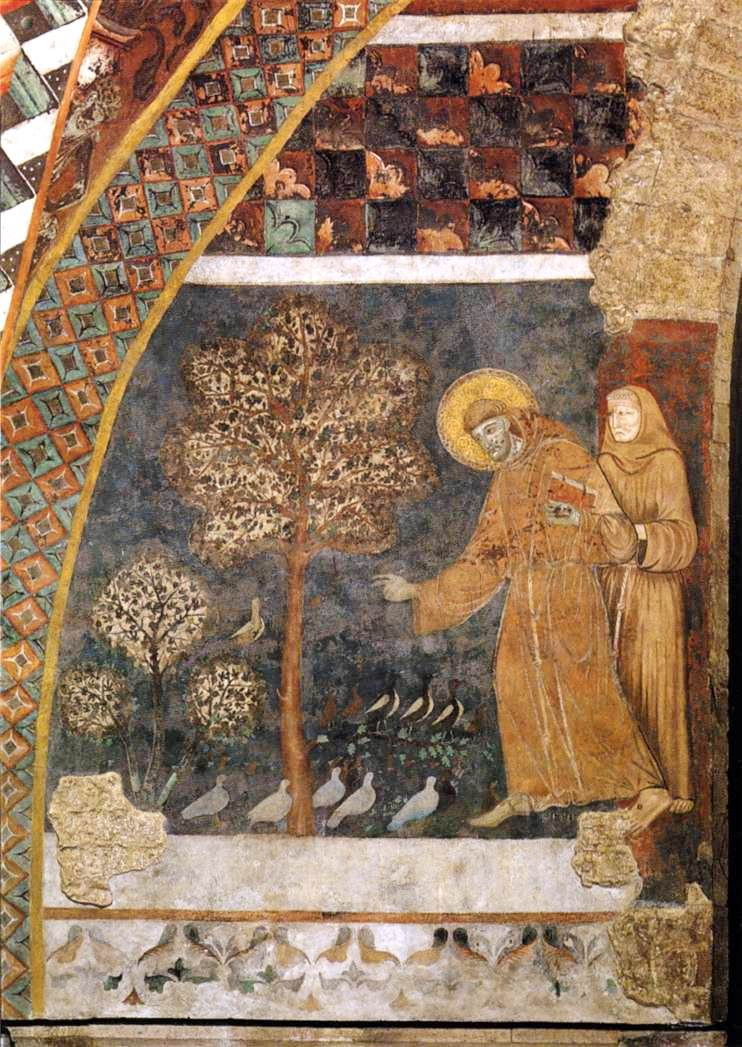
Saint François prêchant aux oiseaux, Assise.

## Source de la traduction
- (en) Cet article est partiellement ou en totalité issu de l’article de Wikipédia en anglais intitulé « Master of Saint Francis » (voir la liste des auteurs).